# 마리아 고레티
성녀 마리아 고레티(라틴어: Sancta Maria Goretti, 1890년 10월 16일 - 1902년 7월 6일)는 이탈리아의 로마 가톨릭교회 성인이다. 그녀는 강간을 당할 뻔한 위기에서도 끝까지 저항하며 거부하여 순결을 지켜냈으며 그 결과, 여러 번 칼에 찔림을 당하여 선종하였다.

## 약력

### 유년기
마리아 테레사 고레티(Maria Teresa Goretti)는 1890년 10월 18일 이탈리아 왕국 안코나 주 코리날도에서 루이지 고레티와 아순타 칼리니 사이에서 6남매 중 셋째 딸로 태어났다. 그녀의 여자 형제로는 테레사와 에르실리아가 있었으며, 남자 형제로는 안젤로와 산드리노, 마리아노가 있었다.
마리아 고레티의 가족은 무척이나 가난해서 그녀가 6세가 되었을 때, 농장을 포기하고 다른 집으로 이사를 가서 다른 농부들을 위해 일을 대신 해주었다. 얼마 지나지 않아 부친 루이지는 말라리아에 걸려 건강이 급속도로 악화되었으며, 결국 마리아 고레티가 겨우 9세 때에 사망하였다. 아버지를 여읜 후 어머니와 언니, 남동생들이 들에서 일하는 동안 마리아 고레티는 집안에서 청소와 요리, 바느질 그리고 아직 갓난아기였던 여동생을 돌보는 일을 하였다. 하루하루가 매우 고단한 삶이었지만, 집에서는 항상 웃음이 끊이질 않았다. 가족들은 서로에 대한 우애가 깊었으며, 또한 하느님에 대한 깊은 신심을 갖고 있었다. 마리아 고레티의 가족은 오늘날 라치오주에 해당하는 라티나와 네투노 인근의 레 페리에레 지역으로 집을 옮겨 한 조그마한 집을 얻어 살았다. 그 집에는 마리아 고레티의 가족뿐만 아니라 조반니 세레넬리와 그의 아들 알레산드로 세레넬리도 얹혀살았다.

### 순교
1902년 7월 5일 당시 11세였던 마리아 고레티는 집안에서 혼자 바느질을 하고 있었다. 이를 본 19세의 소년 알레산드로 세레넬리는 집안에 자신과 마리아 고레티 외에는 아무도 없는 것을 알고 욕정에 눈이 멀어 문을 잠그고 마리아 고레티에게 다가가 칼을 빼들고 만약 자신이 시키는 대로 하지 않으면 죽여 버리겠다고 위협하였다. 그리고는 그녀를 강간하려고 시도하였다. 그러나 마리아 고레티는 이에 굴복하지 않고 오히려 알레산드로에게 그가 지금 하려는 짓이 대죄라고 말하면서 지옥에 가게 될 것이라고 경고하였다. 그녀는 알레산드로에 의해 순결을 잃지 않으려고 필사적으로 저항하였다. 그녀는 “안 돼, 알레산드로! 이런 짓은 하느님께 죄를 짓는 거야!”라고 계속 소리쳤다. 알레산드로는 처음에는 마리아 고레티의 목을 조르다가 그녀가 그에게 굴복하느니 차라리 죽음을 택하겠다고 고집하자 결국 그녀를 11군데나 칼로 찔렀다. 크게 상처를 입은 마리아 고레티는 문 쪽을 향해 가려고 했지만, 채 달아나기도 전에 알레산드로에 의해 세 번 더 칼에 찔려서 바닥에 쓰러지고 말았다.
갓난아기였던 마리아의 여동생 테레사가 일련의 일이 벌어지는 동안 일어난 소음을 듣고 잠에서 깨어나 큰소리로 울기 시작하자, 알레산드로의 아버지와 마리아 고레티의 어머니가 무슨 일인가 싶어 집에 와보니 피를 흘리며 쓰러져 있는 마리아 고레티를 발견하였다. 그래서 서둘러 마리아 고레티를 업고 가까운 인근의 병원으로 데려갔다. 병원에 도착한 마리아 고레티는 마취제 없이 바로 수술에 들어갔다. 그러나 그녀의 상태는 너무나 심각해서 이미 의사가 손을 쓰기에는 역부족이었다. 수술하던 중간에 마리아 고레티는 의식을 되찾았다. 그녀는 무의미한 치료는 그만두라고 요청하였다. 의사는 마리아 고레티에게 “마리아야, 하늘나라에 가서 나를 생각해 다오.”라고 부탁하였다. 그러자 마리아 고레티는 의사를 쳐다보았다. “글쎄요, 누가 먼저 하늘나라에 갈지 어떻게 알겠어요?” “바로 너란다, 마리아야.”하고 의사가 말하자 마리아 고레티가 말했다. “그렇다면 전 기쁜 마음으로 당신을 생각하겠어요.” 다음날 마리아 고레티에게 노자성체를 주기 위해 온 사제는 그녀에게 이렇게 말을 건넸다. “마리아야, 너도 알다시피 주님께서는 십자가에서 원수들을 용서하시고 그들을 위해 기도하시지 않았니? 너도 너를 이같이 참혹하게 만든 그 사람을 용서해 주겠니?” 마리아는 “예, 신부님. 저도 그 사람을 용서하고, 그 사람도 죽은 후에 하늘나라에서 제 옆에 올 수 있게끔 기도하겠어요.”라고 말했다. 그리고 마지막으로 성모 마리아를 아름답게 묘사한 상본을 바라보다가 선종하였다.

## 알레산드로의 수감과 참회
알레산드로 세레넬리는 마리아 고레티아 선종한 직후에 경찰에 체포되었다. 원래대로라면 그는 무기징역을 받아야 했지만, 당시 그는 아직 미성년자였기 때문에 징역 30년형으로 감형되었다. 알레산드로는 그 지역 지구장인 조반니 브란디니 몬시뇰이 그가 수용된 교도소를 방문하기 전까지 3년 동안 전혀 뉘우침 없이 세상과의 소통을 단절한 채 지내고 있었다. 그런데 어느 날 밤, 그는 마리아 고레티가 백합꽃을 모아서 자신에게 가져다주며 자신을 위해 기도해주는 꿈을 꾸었다. 다음날 몬시뇰이 찾아오자 그는 이 사실을 고백하며 눈물을 흘리며 참회하였다.
복역을 마치고 석방된 후 알레산드로는 아직 생존한 마리아 고레티의 어머니 아순타를 찾아가 잘못을 빌며 용서를 구했다. 아순타는 자신의 딸이 이미 그를 용서했으니 나 역시 용서한다며 받아주었으며, 다음날 두 사람은 함께 미사에 참례하여 나란히 성체를 모셨다. 소식통에 의하면, 알레산드로는 매일 마리아 고레티에게 전구를 청하며 기도하였으며, 그녀를 ‘나의 꼬마 성녀님’이라고 불렀다고 한다. 그는 1950년에 거행된 마리아 고레티의 시성식에 참석하였다.
알레산드로는 나중에 카푸친 작은형제회의 재속회원이 되었으며, 죽을 때까지 수도원에서 살며 그곳에서 접대원과 정원사로 봉사하며 지냈다.

## 시복과 시성
1947년 4월 27일 바티칸 성 베드로 대성전에서 거행된 마리아 고레티의 시복식에서 교황 비오 12세는 마리아 고레티의 어머니 아순타에게 다가갔다. 그러자 그녀는 거의 혼절하였다. “교황 성하께서 다가오시는 것을 보자 저는 기도했습니다. 성모님, 부디 저를 도와주십시오. 성하께서는 당신의 손을 제 이마에 얹고는 ‘축복받은 어머니, 행복한 어머니, 복녀의 어머니!’ 하고 부르셨습니다.” 교황과 마리아 고레티의 어머니 모두 그 자리에서 눈물을 흘렸다.
그로부터 3년이 지난 1950년 6월 24일 비오 12세는 마리아 고레티를 시성하였다. 그는 마리아 고레티를 일컬어 “20세기의 성녀 아녜스”라고 칭송하였다. 아순타는 다시 남은 네 명의 자녀들과 함께 마리아 고레티의 시성식에 참석하였다. 알레산드로 세넬리 역시 시성식에 참석하였다.
마리아 고레티의 시신은 로마 남쪽 네투노에 있는 산타 마리아 델레 그라치에 에 산타 마리아 고레티 성당에 안치되었다. 일각에서는 그녀의 유해가 부패되지 않았다는 이야기가 있지만, 이는 사실이 아니다. 그녀의 시신은 성당의 제대 밑에 있는 동상 안에 보관되어 있는데, 살아생전 그녀의 모습을 그대로 재현한 이 동상을 본 몇몇 사람들은 이것이 마리아 고레티의 육신이라고 착각하곤 한다.

## 같이 보기
- 불후